# Józef Małgorzewski
Józef Małgorzewski (ur. 18 września 1908 w Lublinie, zm. 19 maja 1983 w Warszawie) – polski aktor, reżyser radiowy, dziennikarz.

## Życiorys
Urodził się w 1908 w Lublinie. Ukończył gimnazjum w Lublinie. Podjął studia prawnicze. W II Rzeczypospolitej od 1927 był statystą w Teatrze Miejskim w Lublinie. Do zawodu aktorskiego przygotowywał się pod kierunkiem Wandy Siemaszkowej. W 1931 zdał eksternistycznie egzamin aktorski ZASP-u. Jako aktor występował w rodzinnym Lublinie (Teatr Miejski) oraz w Grodnie (Teatr Miejski) i w Warszawie (Teatr Kameralny, Teatr Ateneum, Teatr Reduty, Teatr Malickiej, Teatr Polski, Teatr Mały) oraz wystąpił w produkcjach filmowych Młody las (1934) i Płomienne serca (1937). Od 1938 był zatrudniony w Polskim Radiu, na stanowiskach sprawozdawcy i reżysera.
1 września 1939 o godz. 6:30, przerywając planowy program radiowy, spiker Zbigniew Świętochowski wygłosił komunikat informujący o rozpoczęciu II wojny światowej w pierwszym dniu kampanii wrześniowej; tuż po nim został wyemitowany tekst komunikatu specjalnego, nagrany dwa dni wcześniej na polecenie Sztabu Generalnego Wojska Polskiego i wygłoszony przez Józefa Małgorzewskiego:

A więc wojna. Z dniem dzisiejszym wszelkie sprawy i zagadnienia schodzą na plan dalszy. Całe nasze życie publiczne i prywatne przestawiamy na specjalne tory. Weszliśmy w okres wojny. Cały wysiłek narodu musi iść w jednym kierunku. Wszyscy jesteśmy żołnierzami. Musimy myśleć tylko o jednym: walka aż do zwycięstwa.

Odczytał też ostatni komunikat Polskiego Radia II Rzeczypospolitej, kiedy Niemcy wkraczali do Warszawy:

Halo, halo, czy nas słyszycie? To nasz ostatni komunikat. Dziś oddziały niemieckie wkroczyły do Warszawy. Braterskie pozdrowienia przesyłamy żołnierzom walczącym na Helu i wszystkim walczącym, gdziekolwiek się jeszcze znajdują. Jeszcze Polska nie zginęła. Niech żyje Polska!

W czasie okupacji niemieckiej ukrywał się w Warce, w 1944 został wywieziony do obozu pracy na Dolnym Śląsku.
Z niewoli powrócił 17 lutego 1945 i został zatrudniony w Polskim Radiu na stanowisku naczelnego sprawozdawcy i kierownika reportaży dźwiękowych transmisji. 30 maja 1947 na wniosek Ministra Informacji i Propagandy został odznaczony Złotym Krzyżem Zasługi za zasługi w organizowaniu zespołów transmisyjnych Polskiego Radia. Prowadził kółko recytatorskie Miłośników Starej Warszawy. Pracował jako dziennikarz czasopism „Stolica” oraz „Słowo Powszechne”. Był konsultantem filmu pt. ...Gdziekolwiek jesteś panie prezydencie... z 1978. 
Zmarł 19 maja 1983. Pochowany na cmentarzu Powązkowskim w Warszawie (kwatera 287-5-8).